# Grób Nieznanych Żołnierzy koło Tuszyna
Grób Nieznanych Żołnierzy koło Tuszyna – zbiorowa mogiła żołnierzy Wojska Polskiego zlokalizowana w lesie na zachód od Tuszyna-Poddębiny, w pobliżu rezerwatu przyrody Molenda i leśniczówki Tuszyn.
We wrześniu 1939, nad rzeką Prudką bronili się przed Niemcami żołnierze I batalionu 146 Pułku Piechoty. Dowodził nimi podpułkownik Polak. Mimo wzmocnienia przez II i III batalion ulegli oni znacznie przeważającym siłom hitlerowskim, dysponującym lotnictwem i czołgami. Zarządzono wówczas odwrót do lasu koło Tuszyna, gdzie planowano koncentrację 44 Dywizji Piechoty. Rozkaz ten, z uwagi na zamieszanie bojowe, nie dotarł do wszystkich żołnierzy. Część z nich rozproszyła się, a inni pozostali na tyłach niemieckiego przyczółka (tylko około 170 żołnierzy II batalionu przemieściło się w rejon planowanej koncentracji, a reszta skierowała się w kierunku Piotrkowa Trybunalskiego).
Grób poległych w walkach polskich żołnierzy w formie grobowca ze stelą i płaskorzeźbą polskiego orła wojskowego znajduje się w lesie, w pobliżu parkingu leśnego w Tuszynie (koło leśniczówki). Prowadzą doń znaki w formie białych tablic z napisami. Na steli umieszczono napis: GRÓB / NIEZNANYCH ŻOŁNIERZY / KTÓRZY ZGINĘLI / WE WRZEŚNIU 1939 R. / ZKRP BWP.